# Земсков, Андрей Ильич
Андрей Ильич Земсков (2 января 1939, Сходня, Химкинский район, Московская область, РСФСР, СССР) — советский и российский библиотечный и партийный деятель, Кандидат физических наук, академик МАИ (1993).

## Биография
Родился 2 января 1939 года в Сходне. В 1957 году поступил в Московский физико-технический институт, который он окончил в 1962 году. В 1965 году устроился на работу в Институт атомной энергетики имени Курчатова в должности научного сотрудника и работал вплоть до 1981 года. В 1981 году перешёл на партийную деятельность, будучи первым секретарём Ворошиловского райкома КПСС города Москвы, затем в ЦК КПСС вплоть до 1990 года. В 1990 году перешёл на библиотечную работу, устроившись в ГПНТБ России, где был избран директором и данную должность занимал вплоть до 2006 года, одновременно с этим занимал должность доцента кафедры информационных технологий и электронных библиотек МГУКИ (2001). Увлекается литературой и огородничеством.

### Личная жизнь
Женат, имеет сына.

## Научные работы
Основные научные работы посвящены библиотечному делу, информационным технологиям, физике плазмы и электрофизическим системам. Автор свыше 60 научных работ.

## Членство в обществах
- Президент Международной ассоциации научных и научно-технических библиотек.
- Член комитета ИФЛА по свободе доступа к информации и свободе слова.
- Член Международной ассоциации библиотек технических университетов.
- Член наблюдательного совета Международного библиотечно-информационного и аналитического центра Ядерного острова.